# Michael Bennett
Michael Bennett (nome de batismo: Michael DeFiglia; Buffalo, 8 de abril de 1943 - Tucson, 2 de julho de 1987) foi um coreógrafo, autor e diretor de peças teatrais e dançarino norte-americano. Foi premiado sete vezes com o Tony, o maior prêmio do teatro americano, e indicado a ele mais onze vezes por seus trabalhos como diretor e coreógrafo de espetáculos musicais da Broadway.

## Carreira
Bennett, que começou a carreira como dançarino nos musicais nova-iorquinos do início dos anos 60, coreografou musicais de sucesso como Promises, Promises (baseado no filme de 1960 Se Meu Apartamento Falasse), Follies, Company e Dreamgirls, que também dirigiu, mas seu nome se tornou famoso e popular internacionalmente ao criar, dirigir e coreografar o fenômeno A Chorus Line, pelo qual ganhou o Tony de Melhor Diretor de 1975 e o Prêmio Pulitzer de Melhor Drama de 1976. Sob a égide do produtor Joseph Papp, Bennett criou A Chorus Line baseado na gravação de várias fitas de conversas suas com dançarinos de Nova York, reunidos em workshops, processo no qual foi pioneiro.
Morreu aos 44 anos no Arizona, para onde se retirou na tentativa de esconder da opinião pública a doença que o havia infectado, em virtude de complicações decorridas da contaminação pelo vírus da AIDS. O serviço religioso em sua memória foi realizado no mesmo Shubert Theatre, em Nova York, em 29 de setembro de 1987, onde A Chorus Line foi exibido por quinze anos e continuava em cartaz na época de sua morte.